# Nanna Carleke
Nanna Carleke, née le 6 mars 1998 à Karlskrona, est une joueuse de squash représentant la Suède. Elle atteint en avril 2018 la 134e place mondiale sur le circuit international, son meilleur classement. Elle est deux fois championne de Suède en 2017 et 2018.

## Palmarès

### Titres
- Championnats de Suède : 2 titres (2017, 2018)